# Manfred Jena
Manfred Jena (* 7. März 1948 in Thierstein; † 5. März 2025 in München) war ein deutscher Politiker (SPD). Dem Bayerischen Landtag gehörte er von 1982 bis 1986 an. Seine Justizlaufbahn beendete er 2012 als Rechtspflegedirektor und Geschäftsleiter am Landgericht München I.

## Leben
Jena besuchte die Volksschule in Thierstein die Oberrealschule in Selb und Hof und erreichte die Oberstufenreife. Er trat danach in den Justizdienst ein und legte die Laufbahnprüfung für den gehobenen Dienst erfolgreich ab. Danach wurde er zunächst Rechtspfleger, dann freigestellter Personalratsvorsitzender beim Amtsgericht München.
1970 wurde Jena Mitglied der SPD und der Gewerkschaft ÖTV, in beiden Organisationen war er in verschiedenen Funktionen tätig. 1982 wurde er Mitglied des Bayerischen Landtags.
Dort war er Mitglied in den Ausschüssen für Eingaben und Beschwerden bzw. Fragen des öffentlichen Dienstes. Als stellvertretendes Mitglied gehörte er einem Untersuchungsausschuss an, der sich mit der Affäre um den ehemaligen Leiter des bayerischen Staatsschutzes Hans Langemann befasste.
Nach seinem Ausscheiden aus dem Parlament kehrte er 1986 in den Justizdienst zurück und trat nach verschiedenen Verwendungen (zuletzt als Geschäftsleiter am Landgericht München I) 2012 als Rechtspflegedirektor in den Ruhestand.
Jena war verheiratet.

## Veröffentlichungen
- (als Herausgeber) Berufsverbote: mit einer Zusammenstellung sämtlicher bekannter bayerischen Fälle, SPD/Jungsozialisten, Unterbezirk München, München 1978
- (zusammen mit Nicole Heumann-Bank, Reinhart Hoffmann und Michaela Roppelt) Schlüsselkompetenzen: Wege zur beruflichen Effizienz, Pegnitz 2014, ISBN 978-3-940359-82-7